# Myrtha Fässler
Myrtha Fässler (* 1968) ist eine ehemalige Schweizer Skilangläuferin.

## Werdegang
Fässler, die für den SC Appenzell startete, trat national erstmals bei den Schweizer Meisterschaften 1986 in Trun in Erscheinung. Dort gewann sie Bronze mit der Staffel. Im folgenden Jahr holte sie bei den Schweizer Meisterschaften in Blonay erneut Bronze mit der Staffel und belegte zudem den sechsten Platz über 5 km klassisch. Bei den Nordischen Junioren-Skiweltmeisterschaften 1987 in Asiago belegte sie den 36. Platz über 15 km, den 26. Rang über 5 km und den neunten Platz mit der Staffel und bei den Nordischen Junioren-Skiweltmeisterschaften 1988 den 32. Platz über 5 km, den 31. Rang über 15 km und den 12. Platz mit der Staffel. In der Saison 1988/89 errang sie bei den Schweizer Meisterschaften 1989 den sechsten Platz über 10 km klassisch und den dritten Platz über 5 km klassisch und wurde daraufhin für die nordischen Skiweltmeisterschaften 1989 in Lahti nominiert. Dort belegte sie den 45. Platz über 10 km klassisch, den 30. Rang über 15 km klassisch und zusammen mit Sylvia Honegger, Marianne Irniger und Evi Kratzer den siebten Platz in der Staffel. In den folgenden zwei Jahren wurde sie jeweils Schweizer Meisterin mit der Staffel vom Ostschweizer Skiverband und beendete nach der Saison 1990/91 ihre internationale Karriere. In den folgenden Jahren nahm sie noch an nationalen Rennen teil. Dabei gewann sie im Jahr 1993 den Gommerlauf.